# Beaulieu-sur-Oudon
Beaulieu-sur-Oudon is een gemeente in het Franse departement Mayenne (regio Pays de la Loire) en telt 401 inwoners (1999). De plaats maakt deel uit van het arrondissement Laval.

## Geografie
De oppervlakte van Beaulieu-sur-Oudon bedraagt 20,0 km², de bevolkingsdichtheid is 20,1 inwoners per km².

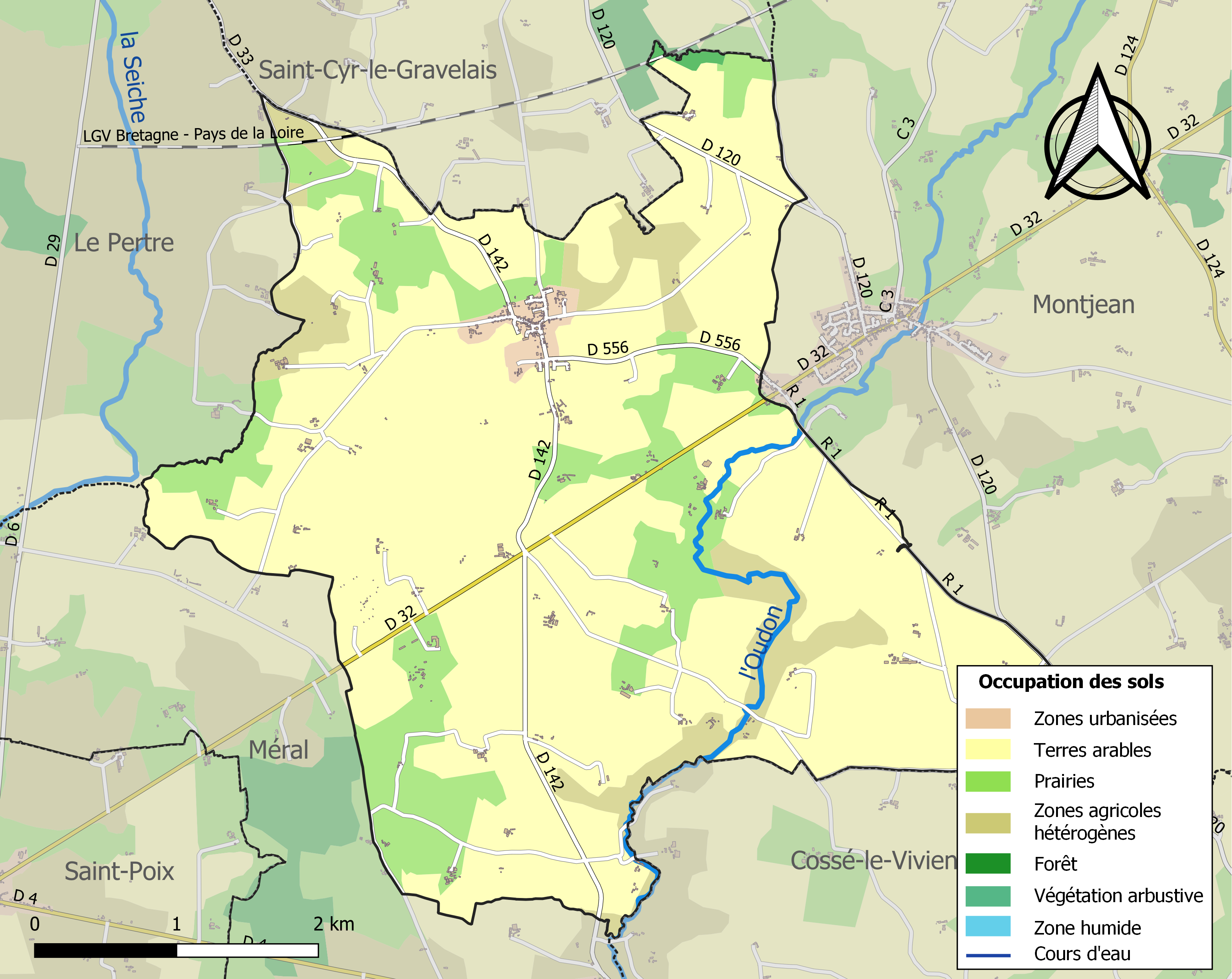
Kaart van de gemeente met de belangrijkste infrastructuur, bodemgebruik en omliggende gemeenten

## Demografie
Onderstaande figuur toont het verloop van het inwonertal (bron: INSEE-tellingen).

1. ↑  Populations de référence 2022.